# أم السواد (غرب كارون)
أم السواد (بالفارسية: ام‌السواد) هي منطقة سكنية تقع في إيران في قسم غرب كارون الريفي. يقدر عدد سكانها بـ 286 نسمة بحسب إحصاء 2016.